# 斯维斯塔尔
斯维斯塔尔是德国北莱茵-威斯特法伦州的一个市镇。总面积62.22平方公里，总人口18201人，其中男性9044人，女性9157人（2011年12月31日），人口密度293人/平方公里。